# Ostrý hřeben
Ostrý hřeben, někdy též zvaný Jizerský kostelík nebo Srázy, (713,5 m n. m.) je vrchol v Jizerských horách, v okrsku Polednická hornatina. Nacházejí se ve vzdálenosti 1,5 kilometru severovýchodním směrem od Filipky, části Oldřichova v Hájích. Má podobu výrazného skalnatého strukturního hřebene. Vytváří ho porfyrická žula až granodiorit. Je pokryt bukovým porostem, jehož součástí jsou také kleny, jedle nebo smrky. Ostrý hřeben tvoří součást národní přírodní rezervace Jizerskohorské bučiny. Zdejší skaliska vyhledávají horolezci.

## Horolezectví
Horolezecké a turistické názvosloví se mírně odlišuje od geomorfologického. Ostrý hřeben je v tomto pojetí pouze severoseverovýchodní hřeben posetý strmými skalisky, který stoupá od Viničné cesty a vrcholí na bezejmenné kótě v nadmořské výšce 714 metrů poblíž skály Jizerský kostelík u hřebenové cesty z Oldřichovského sedla na Poledník. Severní strmé a skalnaté svahy od Poledníku k Oldřichovskému sedlu, které zahrnují také Ostrý hřeben, se nazývají Srázy.
Ve Srázech stojí lovecká chata Pod Poledníkem u potoka stékajícího ze sedla mezi Poledníkem a Divočákem v nadmořské výšce 750 metrů.